# Университет Пьюджет-Саунда
Университет Пьюджет-Саунда (англ. University of Puget Sound, сокр. UPS или Puget Sound) — американское частное учебное заведение в Такоме, штат Вашингтон.
Основан в 1888 году тем, что позже стало Объединённой методистской церковью. Университет предлагает 1200 курсов в 50 областях знаний. Принимает иностранных студентов и поддерживает программы студенческого обмена.

## История

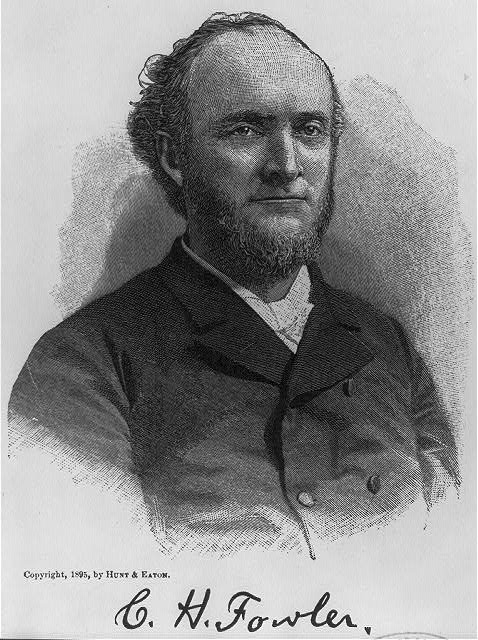
Чарльз Генри Фаулер

Университет был основан Методистской епископальной церковью в 1888 году в центре города Такома. Идея создания этого учебного учреждения возникла у Чарльза Генри Фаулера (ранее был президентом Северо-Западного университета), когда он участвовал в методистской конференции в Такоме.
За место расположения учебного заведения соперничали два города: Порт-Таунсенд и Такома. Выбор остановился на Такоме. Был составлен устав, который передали в столицу штата — Олимпию 17 марта 1888 года — эта дата и стала днём основания университета, который тогда был назван Университетом Пьюджет-Саунда (Puget Sound University). Вуз открыл свои двери в сентябре 1890 года, приняв первых 88 студентов.
В первые годы своего существования учебное заведение трижды меняло своё местоположение и некоторое время было объединено с Portland University, который также работал в Такоме в 1891—1900 годах. В 1903 году вуз снова обрёл самостоятельность с другими попечителями и несколько изменил своё название в английском написании, которое существует в настоящее время — University of Puget Sound.
В 1914 году университет был переименован в Колледж Пьюджет-Саунда (College of Puget Sound). В 1960 году название учебного учреждения вернулось к Университет Пьюджет-Саунда. С 1968 года действует Союз чёрных студентов, который выпускает журнал Black Ice для цветных студентов. В 1980 году университет отказался от своей связи с методистской церковью, и независимый попечительский совет взял на себя полную финансовую ответственность.

## Деятельность
Президентами Университета Пьюджет-Саунда были:
| - William D. Tyler (1888—1890) - Fletcher B. Chereington (1890—1892) - Crawford R. Thoburn (1892—1899) - Wilmot Whitfield (1899—1901) - Charles O. Boyer (1901—1903) - Edwin M. Randall Jr. (1903—1904) - Joseph E. Williams (1904—1907) | - Lee L. Benbow (1907—1909) - Julius Christian Zeller (1909—1913) - Edward H. Todd (1913—1942) - R. Franklin Thompson (1942—1973) - Philip M. Phibbs (1973—1992) - Susan Resneck Pierce (1992—2003) - Ronald R. Thomas (2003—2016) |

С 2016 года президентом университета является Исайя Кроуфорд, который до назначения на эту должность работал проректором и главным научным сотрудником Сиэтлского университета.

### Выпускники
- Банди, Тед — серийный убийца.
- Калугас, Хосе[англ.] — военный.
- Кэнфилд, Уильям[англ.] — учёный, создатель лечебного энзима.
- Лашапель, Эдвард[англ.] — гляциолог, альпинист, писатель.
- Смит, Джефф[англ.] — телеповар, автор кулинарных книг.
- Уэст, Адам — актёр, учился некоторое время.

См. : выпускники Университета Пьюджет-Саунда.